# Лепковський Євген Аркадійович
Євге́н Арка́дійович Лепко́вський (1866 — 14 квітня 1939, Москва) — російський актор, режисер, педагог. 1903–1905 років працював у Київському театрі «Соловцов» (актор, головний режисер).
Викладав акторську майстерність в Київській музично-драматичній школі Миколи Лисенка (1906–1907). Очолював власну театральну школу-студію в Києві. Народний артист РРФСР (1934).

## Життєпис
Сценічна діяльність Є. Лепковського розпочалася в 1884 році у Вологді, куди його прийняли
на амплуа «молодих людей». До 1901 року грав у провінційних театрах Росії: Омську, Самарі, Саратові, Астрахані. Також працював у Харкові в трупі О. Дюкової. 1901–1902 років лише один сезон працював у Московському художньому театрі, після чого їде на «виключне становище» до Києва, куди його запросив Микола Соловцов.
З 1902 до 1905 року успішно служив у Київському театрі «Соловцов». «Киевская газета» характеризувала його як людину тонкого інтелекту, як артиста-психолога. Серед зіграних ним ролей визначалися Лопахін («Вишневий сад»), маркіз Поза («Дон-Карлос»), Рогожин («Ідіот»), Протасов («Діти сонця») і шиллерівський Вільгельм Телль. В усіх образах, що створив Лепковський, він показав велике вміння чітко окреслювати зовнішній рисунок, виражати типові риси людей різних характерів, епох і класів.
Педагогічна діяльність Є. Лепковського розпочалася у 1906 році.
У себе вдома він відкрив Драматичну школу-студію. Школа ця мала характер короткочасних курсів — термін навчання тривав усього півроку. Саме тут починали своє навчання О. Таїров, О. Крамов, І. Берсеньєв. Але основна педагогічна робота Є. Лепковського проходила в Музично-драматичній школі М. Лисенка, де він разом із М. Старицькою вів курс російської драми.
Згодом почав виступати в антрепризі В. І. Нікуліна в Одесі, в театрах Казані і Саратова.
Потім з 1909 по 1918 рік він безперервно працює у Московському Малому театрі. «Тут він був не тільки типовим актором Малого театру, але й своєрідним, цікавим режисером», який вмів відчути необхідний стиль роботи з акторами цього колективу.
На початку 1920-х років жив в Абхазії. З 1924 року працював в театрі Московської облпрофради. Знімався в кіно.
Помер в Москві 14 квітня 1939. Похований на Новодівочому кладовищі, де також похована його дружина — актриса Олександра Миколаївна Лепковська (1866—1939).

## Ролі в Театрі «Соловцов»
- Лопахін («Вишневий сад»)
- Маркіз Поза («Дон-Карлос»)
- Рогожин («Ідіот»)
- Протасов («Діти сонця»)
- Вільгельм Телль («Вільгельм Телль» Шиллера)

## Учні
- Зельдін Володимир Михайлович, народний артист СРСР[5]
- Замковий Лев Семенович (1887—1961+) — організатор кіновиробництва, кінорежисер
- Таїров Олександр Якович (1885—1950) — український і російський режисер
- Крамов Олександр Григорович (1885—1951) — український актор, режисер, педагог. Народний артист СРСР
- І. Берсеньєв
- С. Лук'янов (Лютневий)

## Фільми
- 1924 — «Червоний тил» — Манн / Крафт (тюремний лікар)
- 1924 — «З іскри полум'я» — князь Салтиков
- 1926 — «Беня Крик» — банкір Рувім Тартаковський
- 1927 — «Рейс містера Ллойда» — містер Ллойд